# مایک شوتزباخ
مایک شوتزباخ (انگلیسی: Maik Schutzbach؛ زادهٔ ۳۱ مهٔ ۱۹۸۶) بازیکن فوتبال اهل آلمان است.
از باشگاه‌هایی که در آن بازی کرده‌است می‌توان به باشگاه فوتبال کیکرز اوفنباخ، باشگاه فوتبال زاربروکن، و باشگاه فوتبال فرایبورگ اشاره کرد.